# 가장 따뜻한 색, 블루
《아델의 이야기 1부와 2부》라고도 알려진 《가장 따뜻한 색, 블루》(프랑스어: La Vie d'Adèle – Chapitres 1 & 2, 영어: Blue Is the Warmest Colour)는 압둘라티프 케시시가 감독, 제작, 각본을 맡은 2013년 프랑스의 로맨틱 성장 드라마 영화이다. 동성애를 소재로 주인공들이 성장해가는 과정을 그린다.
2013년 칸 영화제에서 만장일치로 황금종려상을 수상하였다.
2010년 출판된 쥘리 마로의 동명 프랑스 그래픽 노블 〈파란색은 따뜻하다〉가 원작이다.

## 줄거리
독서와 글쓰기를 좋아하는 평범한 15살 여고생 아델은, 어느 날 길을 건너다 파란 머리 소녀와 마주치고 강렬한 감정을 느낀다. 이 감정의 정체를 모른 채 아델은 같은 학교 남학생 토마와 연애를 시작하지만, 그와의 관계에서 흥미를 느끼지 못하고 결국 헤어진다. 동성 친구의 장난스러운 키스에 큰 혼란을 겪게 된 아델은 게이 친구인 발랑탱에게 감정을 털어놓고 발랑탱은 아델을 게이바에 데려간다. 혼자서 그곳을 배회하던 아델은 파란 머리 소녀와 다시 마주치고, 아델의 눈길에 소녀가 접근해온다. 소녀의 이름은 엠마이고, 순수미술을 전공하는 대학생이었다.
서로에게 끌림을 느낀 두 사람은 이후 다시 만나 곧 연인이 된다. 그러나 아델은 레즈비언이라는 소문이 나서 학교 친구들과 크게 다투게 된다. 하루는 엠마가 아델을 집에 초대하고, 딸의 동성애에 개방적인 엠마의 부모님은 아델을 반갑게 대한다. 반면 아델이 엠마를 집에 초대했을 때 아델은 그녀를 철학 공부를 도와주는 친구로만 소개하고, 보수적인 아델의 부모님은 예술가인 엠마를 은근히 무시한다.
몇 년이 지나고 아델과 엠마는 독립하여 동거를 시작한다. 아델은 유치원 보조교사가 되었고, 엠마는 전도유망한 화가로 성장하여 자주 파티를 벌이고 아델도 그곳에서 싱글맘 리즈, 갤러리 오너 조아킴, 액션 배우 사미르 등 여러 사람을 만난다. 엠마는 아델이 예전처럼 글을 쓰기를 바라지만 아델은 안정적인 교사 일에만 열중한다. 예술가인 엠마와 공무원인 아델의 사이는 조금씩 공통점이 사라지고 얼굴을 보는 시간이 줄어들게 된다. 엠마가 집에 들어오는 시간이 늦어지자, 아델은 외로움을 못 이겨 유치원 동료 남직원인 앙투안과 잠자리를 가지게 된다. 어느 날 이 사실을 알게 된 엠마는 날선 분노를 표하며 따지고, 아직 널 사랑한다며 울부짖는 아델을 냉정하게 쫓아낸다.
다시 시간이 흘러 아델은 정교사가 되지만 아직 엠마에 대한 감정을 정리하지 못하고 있다. 아델과 엠마는 식당에서 어색한 재회를 한다. 엠마는 파티에서 만난 리즈, 그리고 그녀의 딸과 같이 지내고 있었다. 아델은 여전한 사랑을 토로하고 엠마도 동감을 표하며, 둘은 잠시간 서로를 애무하지만 곧 그만둔다. 엠마는 아델에게 '무한한 애틋함'을 느끼고 있으며 그것을 영원히 간직하겠다고 밝히고 자리를 뜬다.
이후 아델은 엠마의 새 전시에 간다. 엠마가 아델을 알아보고 짤막한 대화를 하지만, 곧 리즈와 다른 손님들로 관심을 돌린다. 사미르가 아델에게 불편하지 않느냐고 묻지만 아델은 괜찮다고 한 뒤 조용히 회장을 나간다. 사미르가 그녀를 쫓아가지만 아델은 이미 멀리 걸어가고 있다.

## 출연
- 레아 세두 - 엠마
- 아델 에그자르코풀로스 - 아델
- 살림 케슈슈 - 사미르
- 오렐리앵 르쿠앵 - 아델의 아버지
- 카트린 살레 - 아델의 어머니
- 뱅자맹 식수 - 앙투안
- 모나 왈라방 - 리즈
- 알마 조도로프스키 - 베아트리스
- 제레미 라외르트 - 토마
- 안 루아레 - 엠마의 어머니
- 브누아 필로 - 엠마의 양아버지
- 산도르 푕테크 - 발랑탱
- 파니 모랭 - 아멜리
- 말리스 카베종 - 레티시아
- 스테판 메르쿠아롤 - 조아킴
- 오렐리 르망소 - 사빈